# Movimento Revolucionário Túpac Amaru
O Movimento Revolucionário Túpac Amaru (MRTA), em castelhano Movimiento Revolucionario Túpac Amaru é um grupo guerrilheiro peruano, fundado em 1984, inspirado em outras guerrilhas de esquerda de países da região e no antifascismo contra o regime militar do país nos anos 60.
O grupo guerrilheiro se define como uma organização político-militar, integrada pela classe operária, cuja ideologia é o Marxismo-Leninismo, tendo como objetivo organizar e dirigir a "Guerra Revolucionária do Povo", para derrotar o Governo legal, estabelecendo um "Poder Popular", que conduza à edificação do Socialismo.
O embrião desta organização teve seu início em 23 de novembro de 1976, quando o general do Exército Peruano, Leonidas Rodríguez Figueroa (que se encontrava exilado) funda o Partido Socialista Revolucionário (PSR), agrupando nesta organização, entre outros, ex-colaboradores do governo do general Juan Velasco Alvarado. O PSR participa do processo eleitoral para a Assembleia Constituinte, mas problemas ocorrem perante este acontecimento de "atitude eleitoreira" produzindo um rompimento em seu interior, dando origem ao PSR-ML (Partido Socialista Revolucionário - Marxista Leninista) com dirigentes da cúpula e incluso três constituintes, organização que logo seria uma das vertentes que dariam origem ao MRTA.
O MIR-VR (Movimiento de Izquierda Revolucionario - Voz Rebelde), o MIR-Norte (chamado assim por ter sua base principal em Trujillo) e o MIR-EM (Movimiento de Izquierda Revolucionario - El Militante), surgem em 1973, logo após o rompimento do MIR-Histórico. Em 1977, constituem, juntamente com outros agrupamentos de esquerda, a UDP (Unidade Democrática Popular). Em setembro de 1980, participam da constituição da Izquierda Unida (IU), produzindo-se lutas internas em 1982, recompondo-se entre os anos de 1983 e 1984.
Em 1978, o MIR-EM, participa do processo eleitoral para a Assembléia Constituinte, retirando-se para formar com o PSR-ML, o PCP -Maioria, a denominada "Frente Revolucionária de Ação Socialista" (FRAS). Em 1 de março de 1982, essa Unidade adota o nome de "Movimento Revolucionário Túpac Amaru", adotando a sigla "MRTA". A organização se manteve na clandestinidade, iniciando suas primeiras ações em 1984, consistindo em expropriações de bancos e ataques a militares. Em 9 de dezembro de 1986, se constitui uma nova unidade, no evento denominado "I Comitê Central Unitário", entre o MRTA e o MIR-VR, concordando em manter o nome do MRTA, com o qual continuaram as ações revolucionárias.
Seu órgão de divulgação clandestino era o impresso intitulado "Venceremos", que em 1987 mudou para "Voz Rebelde" e também a rádio "4 de Noviembro". Ademais, contava com o semanário "Cambio" como meio de difusão aberto e como órgãos de fachada tinham as organizações "Pueblo en Marcha", "UDP", "Bloque Popular Revolucionario" e "Patria Libre".
O grupo tornou-se mundialmente famoso com a ocupação da embaixada japonesa em Lima (Dezembro de 1996 - Abril de 1997), em que retiveram centenas de importantes políticos. Os 14 membros do comando foram mortos pela polícia peruana do presidente Alberto Fujimori; todos os políticos retidos foram libertados, com exceção de um, que morreu durante o resgate.
Na atualidade o nível de direção, devido à captura de seus principais líderes, não conta com uma estrutura de apoio ou estrutura organizativa (aparato logístico, comunicações, imprensa, etc.) e sua força especial (aparato armado) tem sido desarticulada. Não existindo indicativos da presença do MRTA no âmbito peruano, a provável reorganização está sendo estruturada no estrangeiro (Alemanha), através de seu porta-voz internacional, Isaac Cecilio Velasco Fuerte, que emite através da Internet eventuais pronunciamentos.

## Julgamentos e condenações
Em setembro de 2003, quatro réus chilenos, incluindo Jaime Castillo Petruzzi, foram novamente julgados e condenados por pertencer ao Movimento Revolucionário Túpac Amaru e participar de um ataque ao Instituto Cultural Peru-Norte-Americano e de um sequestro-assassinato em 1993.
Em 22 de março de 2006, Víctor Polay, o líder guerrilheiro do MRTA, foi considerado culpado por um tribunal peruano por quase 30 crimes cometidos durante o final dos anos 1980 e início dos anos 1990.
Em um caso que atraiu atenção internacional, Lori Berenson, ex-aluna do MIT e norte-americana. ativista socialista que vivia em Lima, foi preso em 30 de novembro de 1995, pela polícia e acusado de colaborar com o MRTA. Posteriormente, foi condenada por um tribunal militar à prisão perpétua (mais tarde reduzida para 20 anos por um tribunal civil).

## Comissão de Verdade e Reconciliação
A Comissão de Verdade e Reconciliação do Peru determinou que o grupo foi responsável por 1,5% das mortes investigadas. Nas suas conclusões finais publicadas em 2003, a Comissão observou:
Ao contrário do Sendero Luminoso, e como outras organizações armadas latino-americanas com as quais manteve laços, o MRTA reivindicou a responsabilidade por suas ações, seus membros usaram uniformes ou outros identificadores para se diferenciar da população civil, se absteve de atacar a população desarmada e, em alguns momentos, mostrou sinais de estar aberto a negociações de paz. No entanto, o MRTA também se envolveu em atos criminosos; recorreu a assassinatos, como no caso do general Enrique López Albújar, à tomada de reféns e à prática sistemática de sequestros, todos crimes que violam não apenas a liberdade pessoal, mas o Direito Internacional Humanitário que o MRTA dizia respeitar.
A Comissão de Verdade e Reconciliação observa que um dos objetivos do MRTA era legitimar a violência politicamente motivada no Peru. A Comissão de Verdade e Reconciliação condena essa justificativa de violência e argumenta que ela contribuiu para a capacidade de outras organizações de infligir maior violência do que poderiam ter de outra forma. Além disso, a existência de grupos como o MRTA, argumenta a Comissão de Verdade e Reconciliação, legitimou o governo de Alberto Fujimori com políticas autoritárias, militaristas e repressivas.